# Campeonato Cearense de Futebol Feminino Sub-20
O Campeonato Cearense Feminino Sub-20 é uma competição de futebol feminino organizada pela Federação Cearense de Futebol (FCF). Foi criada em 2017 com o propósito de aumentar o número de competições da modalidade e teve como primeiro campeão o Menina Olímpica, clube que detém o posto de maior vencedor do torneio, com dois títulos.
Desde a primeira edição, o campeonato é realizado em formato misto, composta por fases de grupos e partidas eliminatórias. O regulamento, no entanto, sofreu alterações ao longo dos anos em decorrência da variação do número de datas e participantes.

## História
A competição foi criada pela Federação Cearense de Futebol (FCF) no dia 7 de novembro de 2016, onde definiram o calendário de competições e o regulamento geral de competições da temporada de 2017. O Campeonato Cearense Feminino Sub-20 tornou-se a primeira competição de base de nível estadual na categoria feminino.
Com o objetivo de fomentar o futebol feminino, revelar novos talentos e aumentar a prática do esporte, a primeira edição foi anunciada no dia 14 de março, junto com os 8 clubes participantes: Anjos do Céu, Fortaleza, Itarema, Menina Olímpica, MVN, Pindoretama, São Gonçalo e Terra e Mar. Posteriormente, o Fortaleza acabou abrindo mão do certame. Na primeira edição, o Menina Olímpica conquistou o título ao derrotar o Anjos do Céu na decisão. A edição seguinte sofreu uma redução no número de participantes, quatro equipes disputaram; o Menina Olímpica conquistou o bicampeonato ao empatar sem gols no tempo regulamentar e vencer nos pênaltis na decisão contra o São Gonçalo. Em 2019, o Ceará conquistou o estadual após golear o Tianguá por 4 a 0 no Elzir Cabral. Para o ano de 2020, a entidade planejou o início do torneio para o mês de maio, mas foi cancelado devido à pandemia de covid-19.

## Campeões

### Títulos por clube
| Pos | Clube           | Títulos | Vices | Terceiro lugar | Quarto lugar |
| --- | --------------- | ------- | ----- | -------------- | ------------ |
| 1.º | Menina Olímpica | 2       | —     | —              | —            |
| 2.º | Ceará           | 1       | —     | —              | —            |
| 3.º | Anjos do Céu    | —       | 1     | —              | —            |
| 3.º | São Gonçalo     | —       | 1     | —              | —            |
| 3.º | Tianguá         | —       | 1     | —              | —            |
| 6.º | Pindoretama     | —       | —     | 1              | 1            |
| 7.º | Juazeiro-CE     | —       | —     | 1              | —            |
| 7.º | Fortaleza       | —       | —     | 1              | —            |
| 9.º | MVN             | —       | —     | —              | 1            |
| 9.º | Verdes Mares    | —       | —     | —              | 1            |

### Títulos por cidade
| Pos | Cidade                  | Títulos | Vices | Terceiro lugar | Quarto lugar |
| --- | ----------------------- | ------- | ----- | -------------- | ------------ |
| 1.º | Fortaleza               | 3       | 1     | 1              | 1            |
| 2.º | São Gonçalo do Amarante | —       | 1     | —              | —            |
| 2.º | Tianguá                 | —       | 1     | —              | —            |
| 4.º | Pindoretama             | —       | —     | 1              | 1            |
| 5.º | Juazeiro do Norte       | —       | —     | 1              | —            |
| 6.º | Maranguape              | —       | —     | —              | 1            |